# Haslev

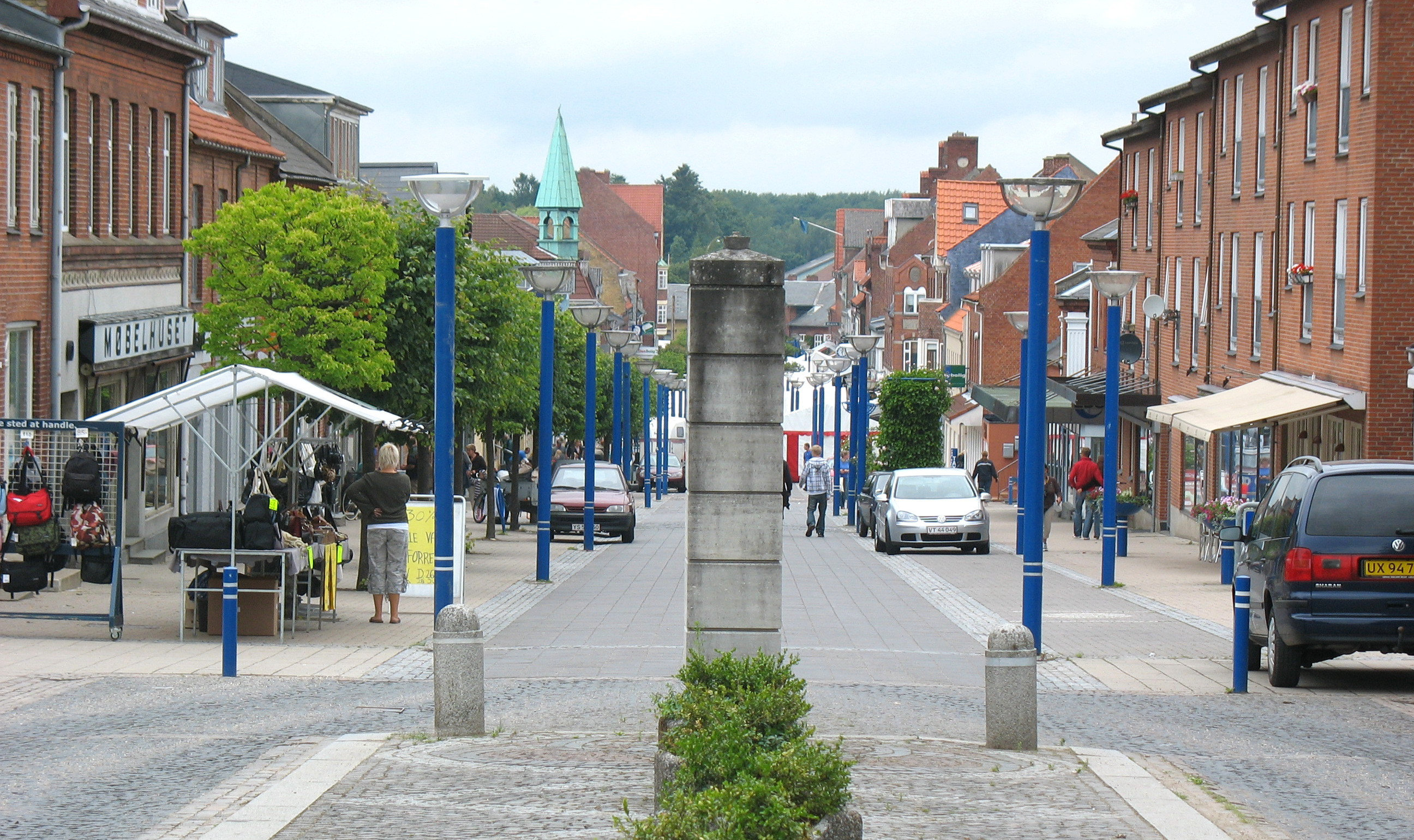
Deptak w Haslev

Haslev – miasto w Danii w gminie Faxe, do roku 2007 siedziba nieistniejącej już gminy Haslev. 
Miasto w 2024 zamieszkiwało 12488 osób.